# Mercedes Cup 2018
La Mercedes Cup 2018 è stato un torneo maschile di tennis giocato sull'erba. È stata la 41ª edizione della Mercedes Cup, facente parte della categoria ATP Tour 250 nell'ambito dell'ATP World Tour 2018. Il torneo si è giocato al Tennis Club Weissenhof di Stoccarda, in Germania, dall'11 al 17 giugno 2018.

## Partecipanti

### Teste di serie
| Nazionalità | Giocatrice            | Ranking* | Testa di serie |
| ----------- | --------------------- | -------- | -------------- |
| Svizzera    | Roger Federer         | 2        | 1              |
| Francia     | Lucas Pouille         | 16       | 2              |
| Rep. Ceca   | Tomáš Berdych         | 20       | 3              |
| Australia   | Nick Kyrgios          | 23       | 4              |
| Germania    | Philipp Kohlschreiber | 24       | 5              |
| Canada      | Denis Shapovalov      | 25       | 6              |
| Canada      | Milos Raonic          | 28       | 7              |
| Spagna      | Feliciano López       | 33       | 8              |

* Ranking al 28 maggio 2017.

### Altri partecipanti
I seguenti giocatori hanno ricevuto una wild card per il tabellone principale:
- Tomáš Berdych
- Yannick Maden
- Rudolf Molleker

I seguenti giocatori sono passati dalle qualificazioni:

- Prajnesh Gunneswaran
- Denis Kudla
- Matteo Viola
- Michail Južnyj

Il seguente giocatore è entrato in tabellone come lucky loser:
- Viktor Galović

### Ritiri
Prima del torneo
- Marco Cecchinato → sostituito da  Denis Istomin
- Peter Gojowczyk → sostituito da  Viktor Galović
- Chung Hyeon → sostituito da  Maximilian Marterer
- David Ferrer → sostituito da  Mirza Bašić
- Gaël Monfils → sostituito da  Florian Mayer

Durante il torneo
- Viktor Troicki

## Campioni

### Singolare
Roger Federer ha sconfitto in finale  Milos Raonic con il punteggio di 6–4, 7–6(3).
- È il novantottesimo titolo il carriera per Federer, il terzo della stagione.

### Doppio
Philipp Petzschner /  Tim Pütz hanno sconfitto in finale  Robert Lindstedt /  Marcin Matkowski con il punteggio di 7–6(5), 6–3